# Rittergut Sahlis

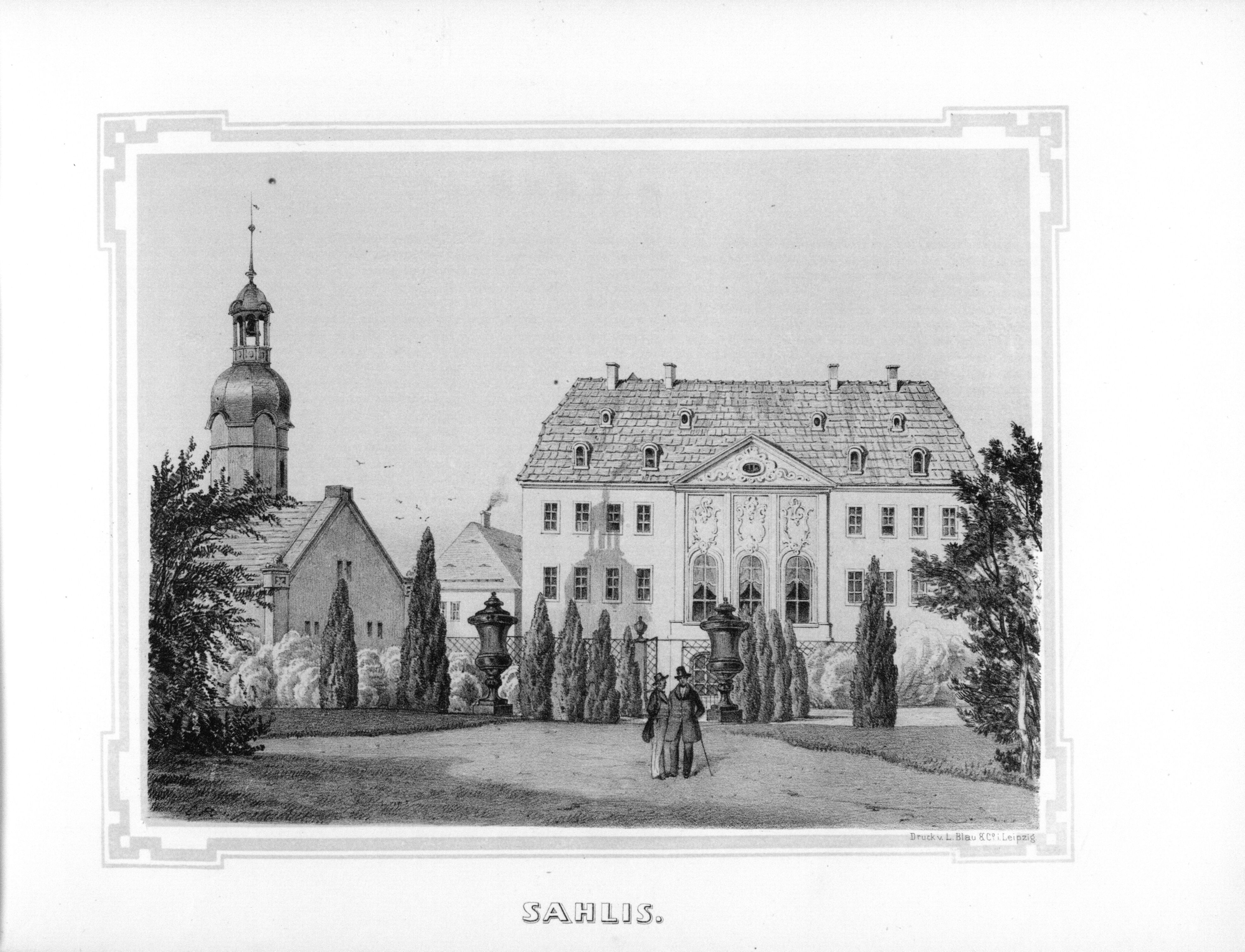
Das Rittergut Sahlis um 1860

Das Rittergut Sahlis ist ein ehemaliges Rittergut in Kohren-Sahlis im Süden des Landkreises Leipzig in Sachsen. Es war ursprünglich ein Vorwerk der Burg Kohren. Ab dem 15. Jahrhundert gehörte es in den Herrschaftsbereich der Burg Gnandstein, auf der die Familie von Einsiedel residierte.

## Geschichte

### Das Kohrener Land mit Sahlis im Besitz derer von Einsiedel

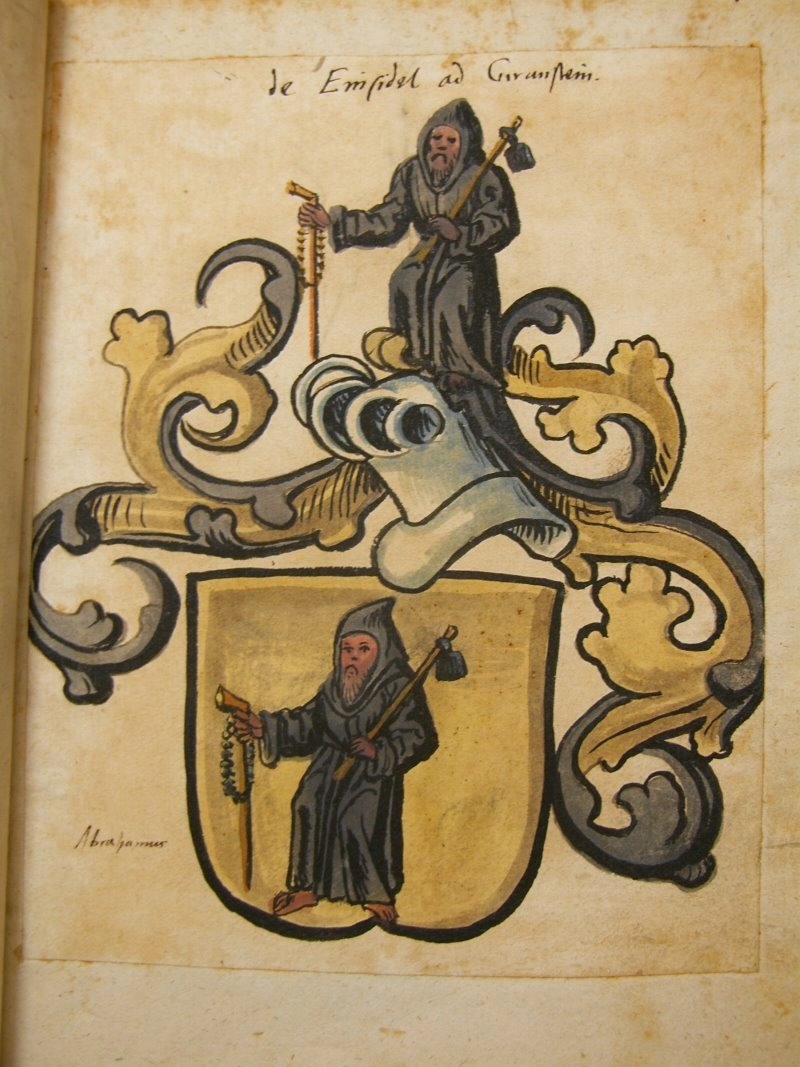
Wappen der Familie von Einsiedel

Die frühesten Erwähnungen von Sahlis erfolgten 1350 (als Herrensitz), 1388 (als Ritterlehn) sowie anlässlich der Verleihung an den Kohrener Burgmann Hans(en) von Lanse 1398 (als Vorwerk der Burg). Burg Kohren und Sahlis gingen nach Hans(en)s Tod 1428 als Belehnung an die Brüder Balthasar und Melchior von Meckau (Vater des Melchior von Meckau (Meggau)) über. 1448 erfolgte die Übernahme des Lehens durch Helfreich von Meckau, der jedoch wegen eines Brandangriffs auf die Stadt Altenburg 1451 die Besitzungen zugunsten seines Bruders Georg von Meckau verlor. Nach dessen Ableben gelangten die Güter 1454 an den Obermarschall Hildebrand von Einsiedel (1400–1461). So entstand das Rittergut Sahlis. Heinrich von Einsiedel (1435–1507), seinem Sohn, der die so genannte „Leipziger Teilung“ 1485 zur Zufriedenheit der sächsischen Fürsten Ernst und Albrecht regelte, gelang es, die Besitzungen seines Geschlechts weiter zu vergrößern. Bis zum Ende des 17. Jahrhunderts herrschten die von Einsiedel über beinahe das gesamte Kohrener Land.
Der älteste der drei Söhne Heinrichs, Haubold (Hugold) von Einsiedel (um 1462–1522), Domherr zu Naumburg, jedoch später Anhänger der Reformation, übte über seine minderjährigen Brüder Heinrich (II.) Hildebrand (1497–1557) und (Heinrich) Abraham (1504–1568) die Vormundschaft aus, bis sie 1508 selber die Belehnung der Güter erlangten. Beide, insbesondere Heinrich Hildebrand, der als Geheimer Rat fünf Kurfürsten und Herzögen zu Diensten stand, traten gleichfalls engagiert für die Lehre Martin Luthers ein. Durch Erbteilung im Jahr 1534 ging Sahlis zunächst an (Heinrich) Abraham von Einsiedel – dessen Wohnsitz befand sich auf Schloss Scharfenstein – und nach dessen Tod 1568 an Heinrich (III.) von Einsiedel (1519–1572) über, einen Sohn seines Bruders Heinrich, da Abraham selber kinderlos geblieben war. Als Heinrich (III.) von Einsiedel wenig später verstarb, trat dessen ältester Sohn Georg Heinrich von Einsiedel († 1633) in die Besitzfolge von (Kohren und) Sahlis ein. Er gehörte dem in jener Zeit in Sachsen verpönten Calvinismus an und zieht sich so den Zorn der Lutheraner zu. Wahrscheinlich vor diesem Hintergrund fiel am 8. Juli 1596 das Sahliser Herrenhaus, nachdem das Gut selbst zunehmende Bedeutung erlangt hatte, einem Brandanschlag zum Opfer.

### Sahlis im Besitz derer von Löser
Georg Heinrich von Einsiedel verkaufte Sahlis 1602 an seinen Schwager Wolf Löser (1559–1604), der u. a. als Beisitzer beim Leipziger Oberhofgericht tätig war. Er ließ das Herrenhaus wieder aufbauen und auf dem Gutsgelände den Löser-Turm neu errichten. Auch das sog. Lusthaus, ein wenig südwestlich außerhalb des heutigen Guts- und Parkareals, geht auf ihn zurück. Bis zum Jahr 1700 verblieb das Anwesen im Besitz der Nachkommen Wolf Lösers. Sein Sohn Hans I. Löser (1591–1644), „Direktor der Ritterschaft des Fürstentums Sachsen-Altenburg“, erlebte 1632 im Dreißigjährigen Krieg die erneute Zerstörung des Herrenhauses. Nicht ausgeschlossen ist, dass sogar das gesamte alte Dorf Sahlis den Kriegswirren zum Opfer fiel. Der Wiederaufbau bzw. die Erneuerung des Herrenhauses erfolgte unter Curt von Löser (1623–1670), der mit dem Tod des Vaters 1644 in die Besitzerfolge eintrat. Im Zusammenhang mit der Erneuerung des Herrenhauses fand vermutlich der Anbau eines Gebäudes an dessen Nordseite statt.
Moser führt im „Album der Rittergüter und Schlösser im Königreiche Sachsen“ aus, dass das ganze Dorf Sahlis, das zwischen dem jetzigen Gut und dem Dorf Walditz lag und Ende des 16. / Anfang des 17. Jahrhunderts abgebrochen worden war, unter Curt von Löser an der Stelle des Großen Vorwerks – in der Neuzeit als „alte Schäferei“ bekannt – neu aufgebaut wurde.
1682 übernahmen Lösers Söhne das Anwesen. Hans II. Löser (1654–1715), dem bei der Aufteilung des Erbes der väterliche Besitz zugefallen war, ließ das Lusthaus 1683 ein weiteres Mal erneuern. Auf das letzte Viertel des 17. Jahrhunderts geht wahrscheinlich auch die Anlage des Löserschen Gartens um das Lusthaus herum zurück. Desgleichen legte er für seine zweite Ehefrau Ursula Elisabeth, geb. von Miltitz († 1689), und ihre 13 gemeinsamen Kinder den sog. „Totenberg“ in Sichtweite des Lusthauses, also ebenfalls im Südwesten des Areals von Gut und Park gelegen, als Gedächtnismal an. Auf Hans II. Löser geht zudem die repräsentative Umgestaltung, wenn nicht der Neubau des Herrenhauses zurück. Schließlich erhielt auch der Löser-Turm, an den sich auf der Südseite das (oder ein) Herrenhaus angeschlossen haben könnte, erst um diese Zeit (zwischen 1682 und 1690) seine endgültige oktogonale Form.
Im Frühjahr 1700 ist Hans II. Löser aufgrund hoher Schulden, die er für die Anlage des „Totenbergs“ aufnehmen musste, gezwungen, das gesamte Anwesen an den Braunschweiger Dompropst Johann Friedrich von Eckhardt zu verkaufen, der in Goslar lebt und das Gut aus der Ferne verwalten lässt. Vermutlich ist er es, der den „Totenberg“ zerstört; ein überwachsener Hügel erinnert heute an die einstige Gedächtnisstätte. Durch Verkauf tritt 1730 (Kurt) Abraham von Einsiedel (1683–1744) in die Reihe der Besitzer von Gut Sahlis ein. Nach dessen Tod erbt es sein Sohn Han(n)s Abraham von Einsiedel (1710–1756). Am 4. Mai 1754 verkauft er es an den reichen Chemnitzer Textilhändler George Leberecht Crusius (1716–1805).

### Sahlis im Besitz der Familie Crusius

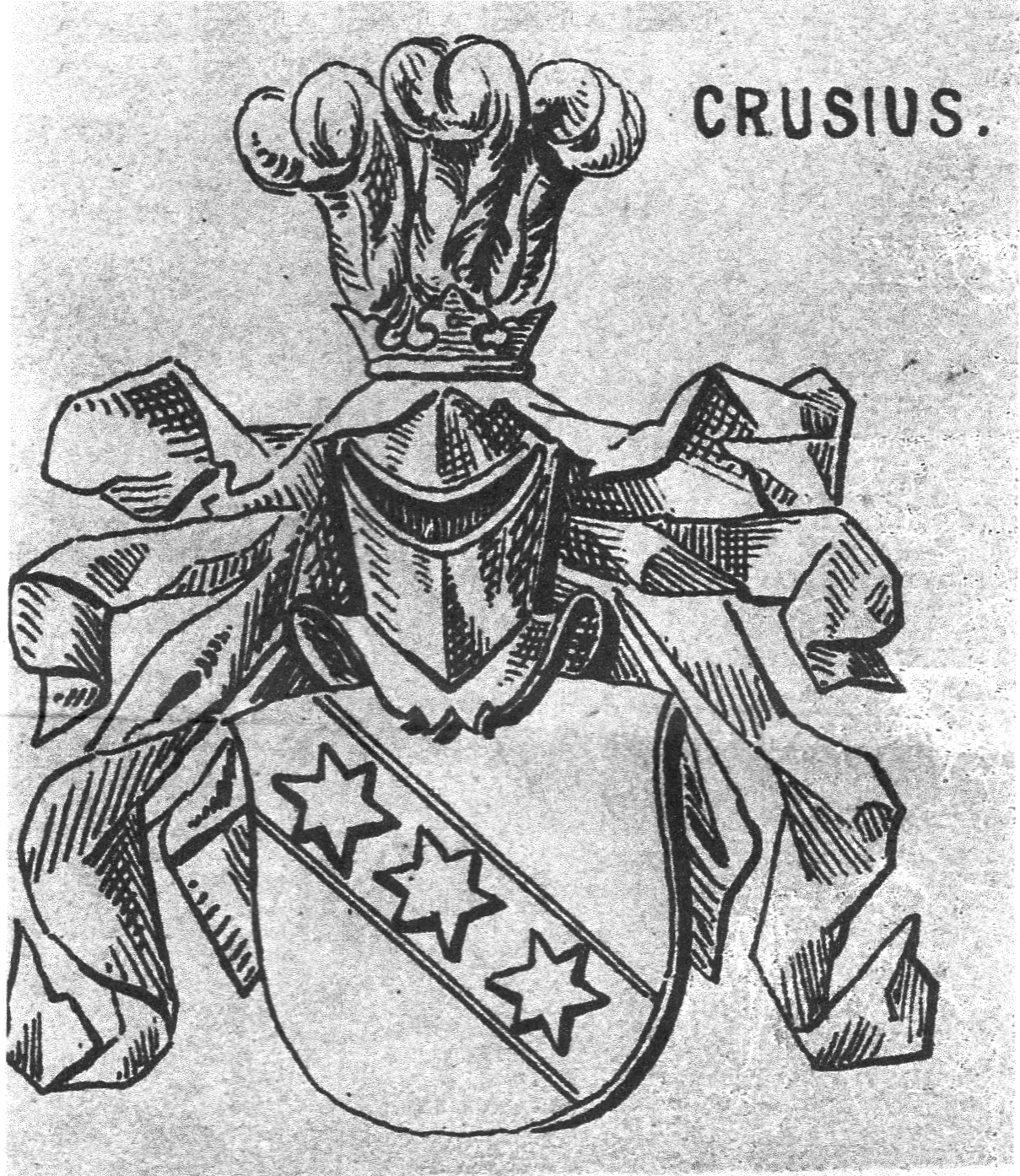
Wappen der Familie Crusius

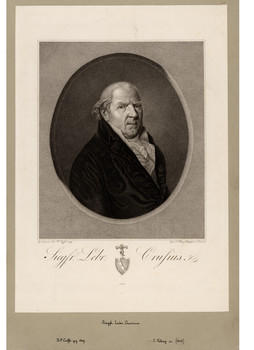
Siegfried Leberecht Crusius

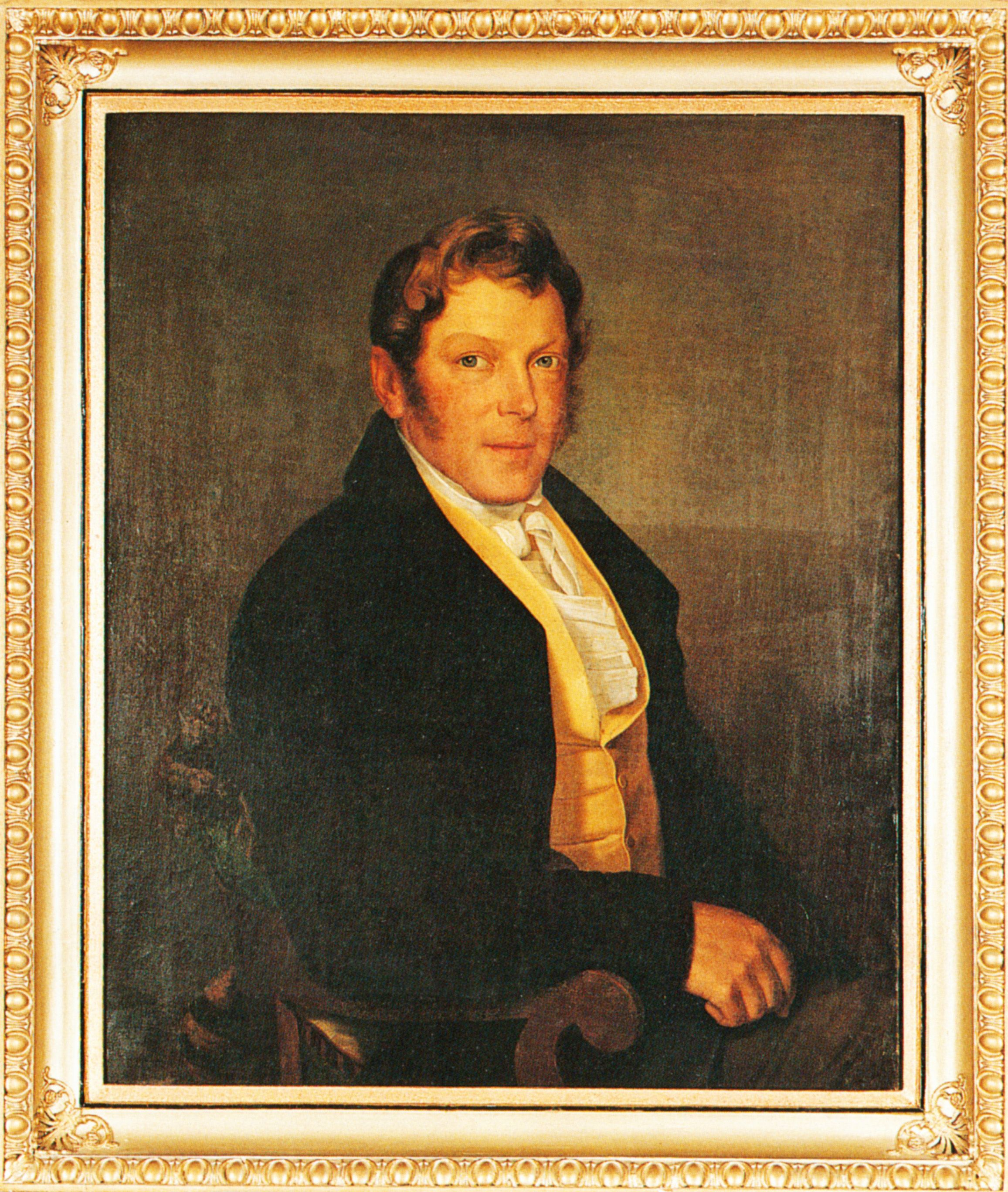
Heinrich Wilhelm Leberecht Crusius

Unter George Leberecht Crusius, der das Gut 51 Jahre im Besitz hat, nahm das Herrenhaus seine barocke Gestalt an, worauf der Schlussstein von 1756 am südseitigen Mittelrisalit hinweist. Er lässt die Wirtschaftsgebäude und ab 1771 aufwändig den Schlossgarten im Stil des Rokoko anlegen. Am 30. August 1790 machen auf dem Gutshof etwa 500 Untertanen der Sahliser Gutsherrschaft ihre Forderungen u. a. gegen Frondienste geltend. Da er ohne leibliche Erben bleibt, geht der Besitz mit seinem Tod zunächst an Friedrich Siegmund Leberecht Crusius (1787–1805) über, den Bruder des späteren Gutsherrn Heinrich Wilhelm Leberecht Crusius. Nach Friedrich Siegmund Leberecht Crusius’ Tod, der noch im selben Jahr 1805 wie der des Erblassers eintritt, erwirbt dessen Vater Siegfried Leberecht Crusius (1738–1824) die Anlagen. Als Eigentümer der Teubnerschen Verlagsbuchhandlung ist er in Leipzig ein berühmter Verleger. Um sich nunmehr ganz dem ihm zugefallenen Besitz widmen zu können, übereignet er 1808 die Buchhandlung seinem langjährigen Geschäftspartner. Ab 1809 lässt er im Norden des Gutes die großen Ställe mit ihren Kreuzgratgewölben bauen und erwirbt 1810 das benachbarte Rittergut Rüdigsdorf hinzu.
Mit seinem Tod 1824 trat dessen jüngerer Sohn Heinrich Wilhelm Leberecht Crusius (1790–1858), Bruder des 1805 verstorbenen Friedrich Siegmund Leberecht Crusius, das Erbe an. Er erneuerte die Ökonomiegebäude in Sahlis und Rüdigsdorf und entwickelte sie zu landwirtschaftlichen Musterbetrieben. Als Wohnsitz bevorzugt er in den Sommermonaten das Herrenhaus in Rüdigsdorf. Von seinen Gütern in Sahlis und Rüdigsdorf, zu denen das Große Vorwerk, das Lindenvorwerk und Neuhof gehören, sowie seinem Haus in Leipzig aus entfaltet Wilhelm Crusius ein außerordentlich vielfältiges Engagement bei der Modernisierung der sächsischen Landwirtschaft, bei der Entwicklung des landwirtschaftlichen Vereinswesen und der Förderung der agrikulturchemischen Forschung, desgleichen als Kunstliebhaber, Mitinitiator der Sächsischen Eisenbahn und Abgeordneter im Sächsischen Landtag. Zudem ist er Vorsitzender des „Vereins zur Erhaltung der Heilanstalt für arme Augenkranke“ und in den frühen 1830er Jahren ein Beförderer der sog. „Ablösung“, nach der sich die Bauern von Abgaben und Leistungen befreien konnten, allerdings gegen eine Entschädigung an ihre Grundherren. Als im September 1843 in Altenburg die VII. Vollversammlung der deutschen Land- und Forstwirte stattfindet, können sich Hunderte Delegierte von der beispielhaften Prosperität seiner Güter überzeugen. Er war der erste Rittergutsbesitzer Sachsen, der seiner Rechte als Patrimonialgerichtsherr freiwillig an den Staat abtrat. So entstand 1834 das Königliche Gericht Kohren. 
Anlässlich der Hochzeit seines Sohnes Friedrich Leberecht Crusius (1833–1861), der seinen Wohnsitz wieder in Sahlis nimmt, lässt Heinrich Wilhelm Crusius das Herrenhaus 1856 (vermutlich) unter Oskar Mothes im Tudorstil umgestalten und zieht den Park bis an das Herrenhaus heran. Friedrich Leberecht übernimmt den Besitz 1858. Nach seinem Tod bereits drei Jahre später wird das Gut von einem Inspektor, später von einem Verwalter versorgt.
Erst 1888 tritt Friedrich Leberecht Crusius’ Sohn Heinrich Wilhelm Leberecht Crusius (1860–1899) in das Erbe ein. Er unterzieht das Herrenhaus abermals einer Renovierung und lässt 1891/92 die Orangerie, die spätere Kegelbahn mit ihren beiden sie flankierenden Pavillons, errichten. Er war ebenfalls Abgeordneter im Sächsischen Landtag. Nach dessen frühem Tod heiratet seine Witwe Anna Maria Elisabeth (1871–1945), eine Tochter Ludwig Dietrich von Breitenbuchs (1833–1899) auf Ranis, Ludwigshof und Brandenstein, 1902 Börries Freiherr von Münchhausen (1874–1945) und verwaltet die Güter für ihren noch unmündigen Sohn Siegfried Leberecht Heinrich Crusius (1897–1978) aus ihrer ersten Ehe mit Heinrich Wilhelm Leberecht Crusius. Börries Freiherr von Münchhausen, der von 1902 bis 1920 in Sahlis wohnte – danach übersiedelte er mit seiner Familie nach Schloss Windischleuba –, lässt 1905/06 das Herrenhaus an der Nordwest-Ecke um einen Gästeflügel erweitern und mit einer neobarocken Fassade versehen. Siegfried Leberecht Heinrich Crusius ist von 1916 bis 1945 Gutsbesitzer von Sahlis und Rüdigsdorf.

### Entwicklung nach 1945
Nach dessen entschädigungsloser Enteignung im Zuge der Bodenreform 1945/46 wurde Sahlis ein sächsisches Staatsgut, 1949 ein Volkseigenes Gut (VEG). Im Herrenhaus entstand ein Lehrlingswohnheim. Um die Erhaltung des Rokokoparks machte sich u. a. bis in die späten 1980er Jahre ein Kulturbund-Parkaktiv verdient.

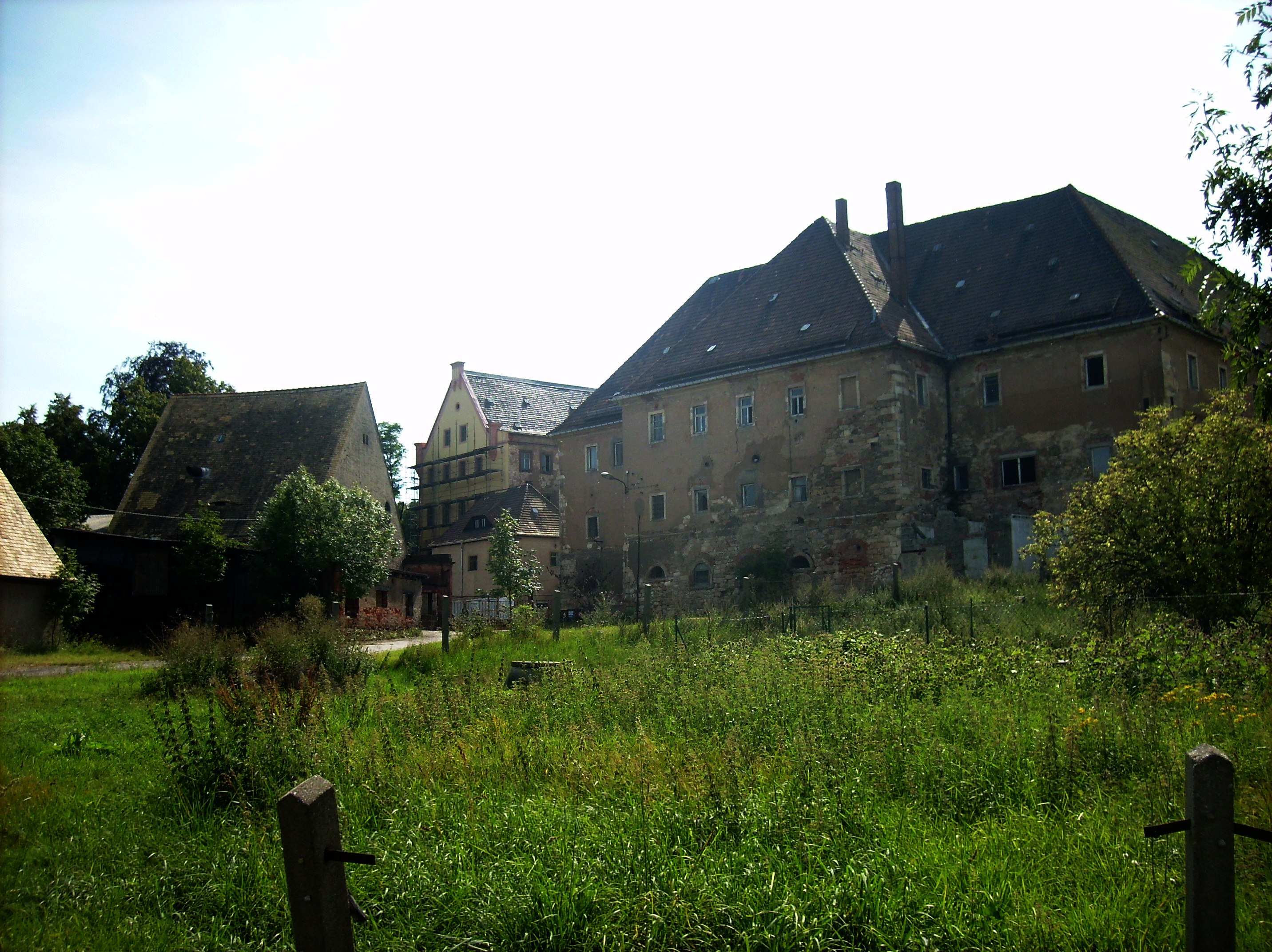
Das Gut 2009

Stark wechselhaft vollzog sich die Entwicklung nach der Deutschen Wiedervereinigung 1990. Zunächst fiel das Gut in den Besitz der Treuhand. Käuflich erwarb es im Jahr 2000 zusammen mit zwei weiteren Personen der Nürnberger Bauingenieur Albert Kriesell. Von ihm übernahm es 2004 sein langjähriger Freund Karl-Heinz Hoffmann, vorbestrafter Rechtsextremist und Gründer (1973) der „Wehrsportgruppe Hoffmann“. Belegt ist ein „Arbeitseinsatz“ seiner Gesinnungsgenossen auf dem Gut 2010. Am Schloss ließ er die Fassade erneuern und führte bis zur Zwangsversteigerung  2016 verschiedene, teils kontraproduktive Werterhaltungsmaßnahmen durch. Gegen ihn vorgetragen wurden Vorwürfe, die ausgereichten Fördermittel nicht nachhaltig zur Sanierung der Baulichkeiten eingesetzt zu haben.
Im Zuge der Zwangsversteigerung meldete sich 2016 als Bieter ein gewisser Milence-Florin Jarcov, der medienwirksam verkünden ließ, auf dem Gelände ein Konzentrationslager einrichten zu wollen. Bei einer erneuten Zwangsversteigerung 2018 fiel das Anwesen an Thomas Fischer. Dieser kapitulierte jedoch schon bald angesichts der hohen Kosten und verkaufte an den Unternehmer Andreas Scholz. Seit dem 9. September 2020 Eigentümer des ehemaligen Ritterguts, strebt Scholz eine umfassende Wiederherstellung und Nutzung der Sahliser Anlagen einschließlich des Rokokoparks an. Der Park erfuhr durch Beschnitt und Beräumung eine bereits erkennbare Wiederherstellung der ursprünglichen Anlage.

## Literatur

Gutsgebäude 2023